# Abeona und Adeona
Abeona und Adeona waren römische „Sondergottheiten“, die, abgeleitet von den lateinischen Verben abire und adire, über das erste Kommen und Gehen, also die Gehversuche, kleiner Kinder zu und von ihrer Mutter wachten.
Die beiden zu den Gottheiten des Kindesalters zählenden Gestalten der römischen Mythologie wurden bei Marcus Terentius Varro im 14. Buch seiner verlorenen Antiquitates rerum divinarum erwähnt. Varro bezog seine Information wahrscheinlich aus den Indigitamenta – Pontifikalbücher, die auch besondere Gottheiten oft fest umrissener Funktion, die von Varro sogenannten „sicheren Götter“ (dei certi), aufführten. Auf Varro stützten sich die christlichen Schriftsteller Tertullian (An die Heiden 2,11) und Augustinus von Hippo (Vom Gottesstaat 4,21), die die Göttinnen in ihren Polemiken gegen den heidnischen Götterglauben erwähnen. Ansonsten gibt es keine weiteren Zeugnisse über Abeona und Adeona.
Abeona ist Namensgeber von Abeona Mons, Oberflächenstruktur der Venus.